# Ubytovna

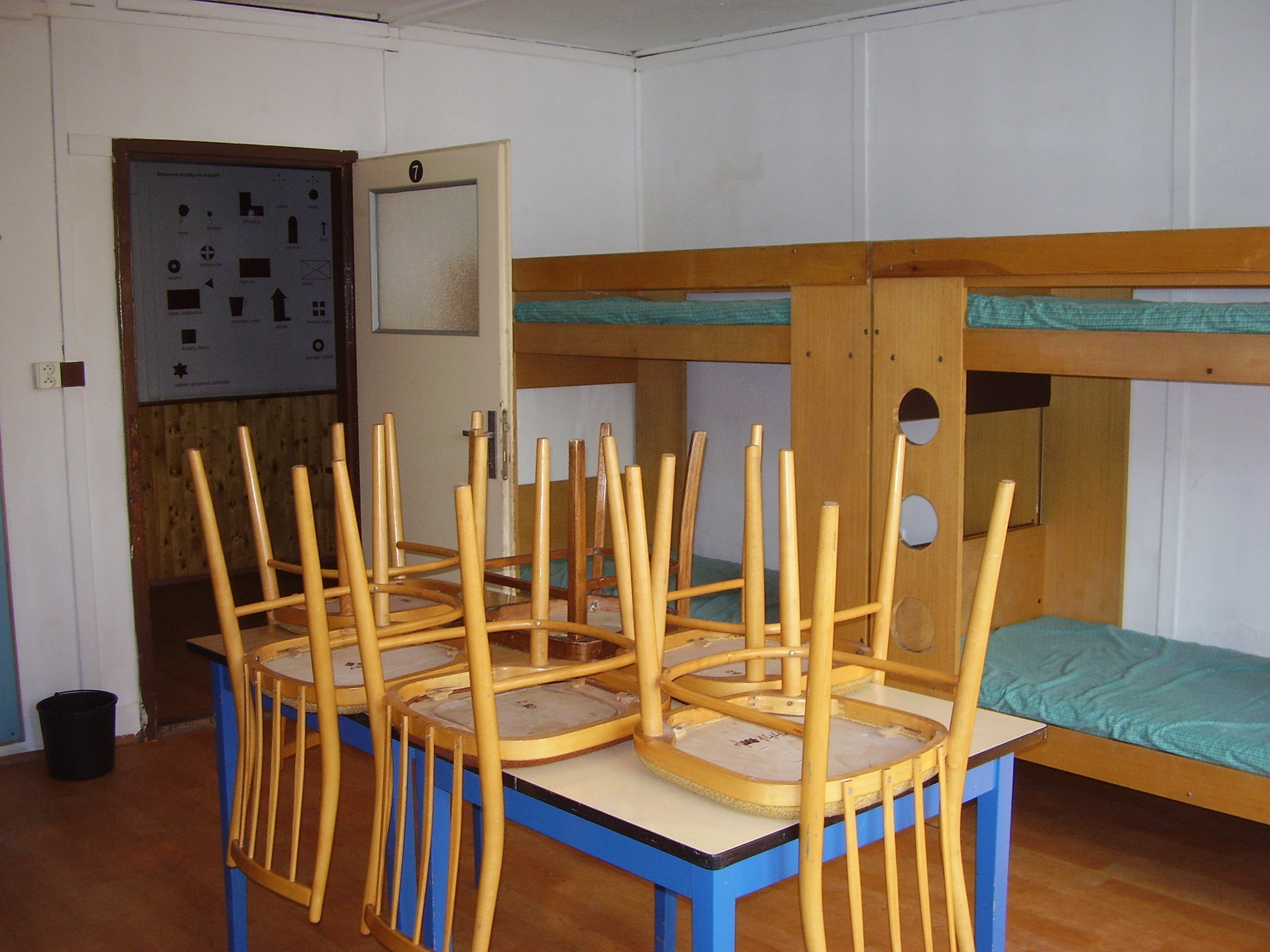
Interiér turistické ubytovny nedaleko Kladna

Ubytovna je obecné označení pro budovu či soubor budov, které slouží pro hromadné ubytování osob.
Obvykle se používá pouze jakožto označení pro nějaké blíže nespecifikované ubytovací zařízení, u kterého je předpokládána jistá přechodnost a nouzovost poskytovaného ubytování (nejedná se tedy o běžný rodinný obytný objekt jako např. rodinný dům, vilu, chatu, chalupu, byt a jiné jim podobné zařízení pro trvalé bydlení). Dále se také obvykle jedná o specializované ubytovací zařízení, které obvykle není primárně určeno jakožto komerční ubytovací služba, jedná se tedy obvykle o ubytovací zařízení, které má funkci podpůrnou či pomocnou v jiném společenském systému (např. ubytovna pro brigádníky, ubytovna pro stavební dělníky, nemocniční ubytovna pro zdravotníky, ubytovna pro cizince a uprchlíky, turistická ubytovna). Jeho použití pak velmi často vyplývá z kontextu celého sdělení.
Za ubytovny obvykle pak neoznačujeme hotely, motely, botely, penziony, hostely, vysokoškolské koleje, internáty, horské boudy, kasárna, nemocnice, věznice a trestanecké tábory, domovy pro matky s dětmi, dětské domovy, domovy pro seniory, rekreační tábory, prostory pro rekreační táboření (campingy), nocležny pro pracovníky v dopravě apod.
Charakter ubytovny ale mohou mít kupříkladu azylové domy, útulky pro bezdomovce a jim podobné podobné sociální služby.
Je třeba zdůraznit, že pojem "ubytovna" není definován v žádném celostátně účinném právním předpisu. Oficiální označení, použité v zákoně č. 283/2021 Sb., stavební zákon, je "stavba ubytovacího zařízení". K tomu jsou ve vyhlášce č. 146/2024 Sb. uvedeny nezávazně možné účely stavby ubytovacího zařízení: vyhláška zmiňuje ve své příloze č. 1 ubytování - sociální služby (kód 2a), dále přechodné ubytování - hotel a přechodné ubytování - ubytovna (obojí společně pod kódem 2b).
Podle vyhlášky č. 357/2013 Sb., katastrální vyhláška, existuje způsob využití stavby "stavba ubytovacího zařízení" (kód 11), která je definována pro účely stavebního zákona takto: "Stavba nebo její část, kde je poskytováno ubytování a služby s tím spojené (hotel, motel, penzion, turistická ubytovna, kolej, internát, kemp a skupina chat-bungalovů, kulturní nebo památkový objekt využívaný pro přechodné ubytování apod.); stavbou ubytovacího zařízení není bytový a rodinný dům a stavba pro rodinnou rekreaci".